# Jenny Lumet
Pour les articles homonymes, voir Lumet.
Jenny Lumet est une scénariste et productrice américaine née le 2 février 1967 à New York. Elle est la fille du cinéaste Sidney Lumet (1924-2011). Elle est principalement connue pour le scénario de Rachel se marie (2008) de Jonathan Demme ainsi que la production de plusieurs séries de l'univers Star Trek.

## Biographie

### Enfance et études
Jenny Lumet nait le 2 février 1967 à New York. Elle est la seconde fille du réalisateur Sidney Lumet et de la journaliste-écrivain Gail Buckley. Elle est la petite-fille de Baruch Lumet et Lena Horne.
En 1984, elle sort diplômée de la Dalton School de New York.

### Carrière
Jenny Lumet commence sa carrière comme actrice. Elle tient tout d'abord des petits rôles dans les films de son père Piège mortel (1982) et À bout de course (1988). Elle tient ensuite un rôle plus important dans Contre-enquête (1990).
Elle devient ensuite scénariste et écrit le scénario du film Rachel se marie réalisé par Jonathan Demme et sorti en 2008,. En 2016, Jenny Lumet développe un pilote pour CBS. Elle officie ensuite comme script doctor pour le film La Momie (2017). Elle enseigne aussi l'art dramatique à la Manhattan Country School (en).
En 2018, Jenny Lumet rejoint la série Star Trek: Discovery comme productrice consultante avant de devenir coproductrice déléguée. Elle coécrit ensuite le premier épisode de la web-série Star Trek: Short Treks.
En 2021, il est annoncé qu'elle signe un contrat avec CBS Studios. Dans le cadre de cet accord, elle crée notamment la série Clarice avec Alex Kurtzman. Rebecca Breeds y incarne Clarice Starling, l'héroïne créé par Thomas Harris pour son roman Le Silence des agneaux.

### Vie privée
Jenny Lumet épouse l'acteur Bobby Cannavale en 1994. Ils divorcent en 2003. Leur fils Jake Cannavale (en) (né en 1995) est acteur. Jenny Lumet a ensuite une fille avec son mari Alexander Weinstein. Ils se marient en 2008.
En novembre 2017, elle accuse le producteur Russell Simmons de l'avoir agressée sexuellement en 1991 quand elle avait 24 ans,. En réponse, Russell Simmons a déclaré que ses souvenirs de l'incident différaient mais qu'il se retirait des postes de direction de ses entreprises.

## Filmographie
Sauf indication contraire, les informations mentionnées dans cette section peuvent être confirmées par la base de données cinématographiques IMDb,  présente dans la section « Liens externes ».

### Productrice / productrice déléguée
- depuis 2019 : Star Trek: Discovery (coproductrice déléguée puis productrice déléguée)
- 2020 : Star Trek: Picard (série TV) - 5 épisodes (productrice consultante)
- 2021 : Clarice (série TV) - 13 épisodes (productrice déléguée)
- 2022 : The Man Who Fell to Earth (série TV) - 2 épisodes (productrice déléguée et show runner)
- depuis 2022 : Star Trek: Strange New Worlds (série TV) (productrice déléguée)

### Scénariste
- 2008 : Rachel se marie (Rachel Getting Married) de Jonathan Demme
- 2017 : La Momie (The Mummy) d'Alex Kurtzman (réécritures uniquement)
- 2018-2020 : Star Trek: Short Treks (web-série) - 2 épisodes
- 2019-2021 : Star Trek: Discovery - 5 épisodes
- 2021 : Clarice (série TV) - 2 épisodes (également créatrice)
- 2022 : The Man Who Fell to Earth (série TV) - 4 épisodes (également créatrice)
- depuis 2022 : Star Trek: Strange New Worlds (série TV) (créatrice)

### Actrice
- 1976 : Everybody Rides the Carousel de John Hubley : Stage 4 (voix)
- 1982 : Piège mortel (Deathtrap) de Sidney Lumet : un newsboy sur scène
- 1988 : À bout de course (Running on Empty) de Sidney Lumet : Music Girl
- 1990 : Contre-enquête ( Q & A) de Sidney Lumet : Nancy Bosch
- 1995 : Dodgeball d'Art Jones : Claudette Mitty